# Madison Charney
Madison Charney (* 5. Oktober 1994 in Brooks, Alberta) ist eine kanadische Skeletonpilotin.

## Werdegang
Madison Charney stammt aus Brooks (Alberta) und spielte Eishockey, ehe sie auf Rat ihrer Mutter Skeleton ausprobierte. Sie gab im März 2011 ihr internationales Debüt beim letzten Saisonrennen im Skeleton-America’s-Cup 2010/11 in Lake Placid und wurde dort Elfte. Bereits in ihrer zweiten Saison erreichte sie bei ihren sechs Starts (von acht Saisonrennen) im America’s Cup 2011/12 ausschließlich Platzierungen zwischen 2 und 4 und wurde damit in der Gesamtwertung Dritte hinter Cassie Hawrysh und Randee Brookes. Bei den Juniorenweltmeisterschaften 2012 in Igls wurde sie Zwölfte. Auch in der Folgesaison startete sie im mittlerweile umbenannten Nordamerikacup und konnte in Whistler ihren ersten Sieg feiern. Sie belegte zudem zwei zweite Ränge und sonst Platzierungen zwischen 5 und 9, womit sie beim Gesamtsieg von Jane Channell den zweiten Platz im Endklassement erreichte. Auch 2013/14 startete Charney im Nordamerikacup und wurde nach einem dritten Platz auf ihrer Heimbahn in Calgary und Rängen zwischen 4 und 9 in den übrigen Rennen erneut Gesamtzweite, dieses Mal hinter Elisabeth Vathje. Bei der Junioren-WM 2014 belegte sie den neunten Rang.
Zu Beginn der Saison 2014/15 wurde Madison Charney erstmals kanadische Meisterin. Nach einem Sieg im dritten Saisonrennen des Nordamerikacups gab sie mit einem 19. Rang in Lake Placid ihr Weltcup-Debüt. Trotz Platz 10 im zweiten Saisonrennen in Calgary nahm sie nicht an den weiteren Weltcuprennen in Europa teil, sondern startete in der Folge im Intercontinentalcup, wo sie bei den letzten beiden Saisonrennen in Calgary zweimal Zweite wurde. Bei der Junioren-WM in Altenberg belegte sie den elften und vorletzten Platz.